# FCスタッド・ローザンヌ・ウシー
FCスタッド・ローザンヌ・ウシー（FC Stade Lausanne Ouchy）は、スイス・ローザンヌに本拠地を置くサッカークラブ。

## 概要
このクラブの前身であるFCラ・ヴィラ・ウシー（FC La Villa Ouchy）は、スイス初の国内リーグ戦となった1897-98シーズンのセリエAに出場したが、このシーズンにセリエBへと降格して以降は下部リーグを戦うシーズンがほとんどだった。1901年にラ・ヴィラ・ウシーを引き継ぐ形でFCシグナル・ローザンヌ（FC Signal Lausanne）が設立され、2000年7月に現在のクラブ名を名乗るようになった。
2018-19シーズンにプロモーションリーグからチャレンジリーグへと昇格したが、昇格前まで使用していたスタジアムではチャレンジリーグのリーグ規定に違反するため、昇格後はスタッド・オランピック・ドゥ・ラ・ポンテーズでプレーしている。

## タイトル

### 国内タイトル
- プロモーションリーグ : 1回
  - 2018-19

### 国際タイトル
- なし

## 過去の成績
| シーズン | リーグ戦             | リーグ戦 | リーグ戦 | リーグ戦 | リーグ戦 | リーグ戦 | リーグ戦 | リーグ戦 | リーグ戦 | スイス・カップ |
| シーズン | ディビジョン         | 順位     | 試       | 勝       | 分       | 敗       | 得       | 失       | 点       | スイス・カップ |
| -------- | -------------------- | -------- | -------- | -------- | -------- | -------- | -------- | -------- | -------- | -------------- |
| 2017-18  | プロモーションリーグ | 6位      | 30       | 12       | 7        | 11       | 56       | 57       | 43       | ベスト16       |
| 2018-19  | プロモーションリーグ | 1位      | 30       | 21       | 6        | 3        | 74       | 28       | 69       | 不参加         |
| 2019-20  | チャレンジリーグ     | 7位      | 36       | 11       | 9        | 16       | 47       | 64       | 42       | ベスト16       |
| 2020-21  | チャレンジリーグ     | 3位      | 36       | 15       | 13       | 8        | 57       | 39       | 58       | 2回戦敗退      |
| 2021-22  | チャレンジリーグ     | 7位      | 36       | 12       | 8        | 16       | 46       | 50       | 44       | ベスト16       |

## 歴代監督
- メホ・コドロ 2020-2022

## 歴代所属選手
- ゼキ・アムドゥニ 2019-2021
- ラミーヌ・ガサマ 2022-